# Liste de personnalités du football décédées en 2020
Cet article présente une liste de personnalités du monde du football décédées au cours de l'année 2020.
Plus d'informations : Liste exhaustive de personnalités du football décédées en 2020.

## Janvier
- 1er janvier : décès à 89 ans de Marius Bruat, international français puis entraineur[1].
- 3 janvier : décès à 23 ans de Nathaël Julan, joueur français[2].
- 4 janvier : décès à 93 ans de Walter Ormeño, international péruvien ayant remporté 2 Championnat du Pérou et le Championnat d'Argentine en 1954 comme joueur puis 5 Championnat du Guatemala comme entraineur[3].
- 5 janvier : décès à 84 ans de Hans Tilkowski, international ouest-allemand ayant remporté la Coupe des coupes en 1966 et la Coupe d'Allemagne en 1965[4].
- 6 janvier : décès à 89 ans de Cabeção, gardien de but brésilien[5].
- 7 janvier : décès à 46 ans de Khamis al-Owairan, international saoudien[6].
- 10 janvier : décès à 73 ans de Petko Petkov, international bulgare[7].
- 15 janvier : décès à 96 ans de Bobby Brown, international écossais ayant remporté 3 Championnat d'Écosse et 3 Coupe d'Écosse devenu entraineur[8].
- 16 janvier : décès à 93 ans de Efraín Sánchez, international colombien ayant remporté comme joueur 3 Championnat de Colombie, comme entraineur 1 Championnat de Colombie et sélectionneur de la Colombie.
- 17 janvier : décès à 71 ans de Pietro Anastasi, international italien ayant remporté l'Euro 1968, 3 Championnat d'Italie, 1 Coupe d'Italie[9].
- 18 janvier ; décès à 91 ans de Mario Bergamaschi, international italien ayant remporté 2 Championnat d'Italie[10].
- 21 janvier : décès à 92 ans de Theodor Wagner, international autrichien devenu entraineur[11].
- 23 janvier : décès à 93 ans d'Alfred Körner, international autrichien ayant remporté 7 Championnat d'Autriche et 1 Coupe d'Autriche[12].
- 24 janvier : décès à 92 ans de Juan José Pizzuti, international argentin ayant remporté comme joueur la Copa América et trois fois le Championnat d'Argentine et comme entraineur la Coupe Intercontinentale, la Copa Libertadores et le Championnat d'Argentine.
- 24 janvier : décès à 72 ans de Robert Rensenbrink, international néerlandais ayant remporté 2 Coupe d'Europe des vainqueurs de coupe, 2 Championnat de Belgique et 5 Coupe de Belgique[13].
- 28 janvier : décès à 91 ans de Léon Mokuna, joueur et entraineur congolais ayant été sélectionneur du Congo[14].
- 30 janvier : décès à 73 ans de Larbi Chebbak, international marocain[15].

## Février
- 1er février : décès à 62 ans d'Ilie Bărbulescu, international roumain ayant remporté la Coupe d'Europe des Clubs Champions en 1986, quatre Championnat de Roumanie et deux Coupe de Roumanie[16].
- 4 février : décès à 83 ans de Benito Sarti, international italien ayant remporté trois Championnat d'Italie et trois Coupe d'Italie[17].
- 6 février : décès à 83 ans de Jan Liberda, international polonais ayant remporté un Championnat de Pologne[18].
- 9 février : décès à 88 ans de Jean Fournet-Fayard, joueur et président de la Fédération française de football de 1985 à 1993[19].
- 13 février : décès à 78 ans de Valeri Butenko, joueur, entraineur puis arbitre russe[20].
- 14 février : décès à 73 ans de Jimmy Conway, international irlandais devenu entraîneur[21].
- 15 février : décès à 88 ans de Hilmi Ok, joueur puis arbitre turc[22].
- 16 février : décès à 87 ans d'Harry Gregg, international nord-irlandais ayant remporté un Championnat d'Angleterre et une Coupe d'Angleterre devenu entraîneur[23].
- 16 février : décès à 73 ans de Barry Hulshoff, international néerlandais ayant remporté la Coupe intercontinentale en 1972, trois Coupe d'Europe des clubs champions, sept Championnat des Pays-Bas et quatre Coupe des Pays-Bas devenu entraîneur[24].
- 23 février : décès à 80 ans de János Göröcs, international hongrois ayant remporté la médaille de bronze lors des Jeux olympiques de 1960 devenu entraîneur[25].
- 28 février : décès à 94 ans de Stig-Göran Myntti, international finlandais[26].

## Mars
- 1er mars : décès à 52 ans de Stefan Lindqvist, international suédois ayant remporté 5 Championnat de Suède et 1 Coupe de Suède[27].
- 5 mars : décès à 91 ans d'Emilio Caprile, international italien ayant remporté 1 Championnat d'Italie[28].
- 5 mars : décès à 89 ans d'Antonio Permunian, international suisse ayant remporté 1 Championnat de Suisse[29].
- 6 mars : décès à 75 ans de Magdaleno Mercado, international mexicain[30].
- 7 mars : décès à 83 ans de Jair Marinho, international brésilien ayant remporté la Coupe du monde de football de 1962[31].
- 17 mars : décès à 51 ans de Piotr Jegor, international polonais[32].
- 17 mars décès à 89 ans de Michel Kitabdjian, arbitre international français[33].
- 18 mars : décès à 84 ans de Joaquín Peiró, international espagnol ayant remporté comme joueur la Coupe des clubs champions européens 1965, la Coupe d'Europe des vainqueurs de coupe 1962, la Coupe intercontinentale 1965, 2 Coupe d'Espagne, 2 Championnat d'Italie, 1 Coupe d'Italie et comme entraineur la Coupe Intertoto 2002[34].
- 18 mars : décès à 77 ans de Patrick Le Lay, ancien président du président du Stade rennais FC[35].
- 19 mars : décès à 35 ans de Peter Whittingham, joueur anglais[36].
- 19 mars : décès à 87 ans de Camille Fischbach, joueur français[37].
- 20 mars : décès à 93 ans d'Amadeo Carrizo, gardien de but international argentin ayant remporté 7 Championnat d'Argentine[38].
- 20 mars : décès à 83 ans de Pradip Kumar Banerjee, joueur, entraîneur et sélectionneur de l'équipe d'Inde[39].
- 21 mars : décès à 76 ans de Lorenzo Sanz, ancien président du Real Madrid[40].
- 24 mars : décès à 75 ans de Nihat Akbay, international turc ayant remporté 4 Championnat de Turquie et 2 Coupe de Turquie[41].
- 25 mars : décès à 103 ans d'Ignacio Trelles, joueur mexicain ayant remporté 1 Coupe du Mexique devenu entraineur ayant remporté 7 Championnat du Mexique, 2 Coupe du Mexique et 2 Coupe des champions de la CONCACAF[42].
- 26 mars : décès à 87 ans de Michel Hidalgo, ancien joueur international français ayant remporté 3 Championnat de France et 2 Coupe de France, entraîneur, et ancien sélectionneur de l’équipe de France ayant remporté l'Euro 1984[43].
- 29 mars : décès à 75 ans d'Opoku Afriyie, international ghanéen ayant remporté la Coupe d'Afrique des nations de football 1978[44].
- 29 mars : décès à 72 ans de José Luis Capón, international espagnol ayant remporté 2 Champion d'Espagne, 1 Coupe d'Espagne et la Coupe intercontinentale 1974[45].
- 30 mars : décès à 72 ans de Kwasi Owusu, international ghanéen[46].
- 31 mars : décès à 86 ans de Paul Natali, ancien président du SC Bastia[47].
- 30 mars : décès à 90 ans de Jean-Guy Astresses, joueur français[48].
- 31 mars : décès à 68 ans de Pape Diouf, ancien président de l'Olympique de Marseille et agent de joueurs[49].

## Avril
- 2 avril : décès à 89 ans d'Arnold Sowinski, joueur et entraîneur français[50].
- 2 avril : décès à 73 ans de Goyo Benito, international espagnol ayant remporté 6 Championnat d'Espagne et 5 Copa del Rey[51].
- 2 avril : décès à 77 ans de Mario Chaldú, international argentin[52].
- 4 avril : décès à 72 ans d'Ezio Vendrame, joueur puis entraîneur italien[53].
- 5 avril : décès à 77 ans d'André Cristol, joueur français[54].
- 6 avril : décès à 71 ans de Radomir Antić, international yougoslave ayant remporté le Championnat de Yougoslavie 1976, le Championnat de Turquie 1978 comme joueur et 2 Championnat de Yougoslavie, le Championnat d'Espagne 1996, la Coupe d'Espagne 1996 comme entraîneur puis également sélectionneur de l’équipe de Serbie[55].
- 7 avril : décès à 79 ans de Fariborz Esmaeili, international iranien[56].
- 8 avril : décès à 89 ans de David Méresse, joueur puis entraîneur français[57]
- 9 avril : décès à 70 ans de Daniel Bernard, joueur français[58].
- 10 avril : décès à 82 ans de Julio Blanco Alfonso, international cubain ayant apparemment remporté 5 Championnat de Cuba[59].
- 12 avril : décès à 78 ans de Peter Bonetti, international anglais ayant remporté la Coupe du monde 1966, la Coupe d'Europe des vainqueurs de coupes 1971 et la Coupe d'Angleterre 1970[60].
- 13 avril : décès à 85 ans de Shay Keogh, international irlandais ayant remporté 3 Championnat d'Irlande et 2 Coupe d'Irlande devenu entraîneur[61].
- 16 avril : décès à 84 ans d'Éric Lambert, joueur belge ayant remporté la Coupe de Belgique 1964 devenu entraîneur[62].
- 17 avril : décès à 76 ans de Norman Hunter, international anglais ayant remporté la Coupe du monde 1966, 2 Coupe des villes de foires, 2 Championnat d'Angleterre et 2 Coupe d'Angleterre[63].
- 17 avril : décès à 81 ans de Carlos Contreras, international chilien ayant remporté 6 Championnat du Chili[64].
- 17 avril : décès à 90 ans de Raymond Van Gestel, international belge[65].
- 19 avril : décès à 77 ans d'Edmond Baraffe, international français devenu entraîneur[66].
- 19 avril : décès à 89 ans d'Índio, international brésilien[67].
- 20 avril : décès à 83 ans de Noureddine Diwa, international tunisien ayant remporté 4 Championnat de Tunisie et 4 Coupe de Tunisie devenu entraîneur[68].
- 23 avril : décès à 82 ans de Tomás Iwasaki, international péruvien ayant remporté 3 Championnat du Pérou[69].
- 26 avril : décès à 88 ans de Tomás Balcázar, international méxicain ayant remporté 8 championnats du Mexique[70].
- 27 avril : décès à 81 ans de Robert Herbin, international français ayant remporté comme joueur 6 Championnat de France et 3 Coupe de France puis comme entraineur 4 Championnat de France et 3 Coupe de France[71].
- 28 avril : décès à 61 ans de Michael Robinson, international irlandais ayant remporté la Ligue des champions de l'UEFA  et le Championnat d'Angleterre en 1984[72].
- 28 avril : décès à 77 ans de Louis Cardiet, international français ayant remporté la  Coupe de France 1965 et 1971[73].
- 28 avril : décès à 86 ans d'Eddy Pieters Graafland, international néerlandais ayant remporté la Coupe des clubs champions 1970, 6 Championnat des Pays-Bas et 2 Coupe des Pays-Bas[74].
- 29 avril : décès à 72 ans de Trevor Cherry, international anglais ayant remporté le Championnat d'Angleterre en 1974[75].

## Mai
- 1er mai : décès à 60 ans de Chung Hae-won, international sud-coréen ayant remporté la Ligue des champions de l'AFC 1986 et 2 Championnat de Corée du Sud[76].
- 6 mai : décès à 82 ans de Hamid Bernaoui, joueur algérien ayant remporté le Championnat d'Algérie 1963[77].
- 8 mai : décès à 74 ans de Tomás Carlovich, joueur puis entraineur argentin[78].
- 9 mai : décès à 76 ans de Pedro Pablo León, international péruvien ayant remporté 3 Championnat du Pérou, 1 Championnat d'Équateur et 1 Championnat du Venezuela[79].
- 11 mai : décès à 71 ans d'Ico Aguilar, international espagnol ayant remporté 5 championnat d'Espagne et 2 Coupe d'Espagne devenu entraîneur[80].
- 12 mai : décès à 73 ans d'Edin Sprečo, international yougoslave ayant remporté le Championnat de Yougoslavie en 1972[81].
- 12 mai : décès à 69 ans de Philippe Redon, ancien sélectionneur du Cameroun et du Libéria[82].
- 14 mai : décès à 70 ans d'Attila Ladinszky, ayant remporté le Championnat de Belgique 1974 et la Coupe de Belgique 1973[83].
- 18 mai : décès à 60 ans de Marko Elsner, international yougoslave et slovène ayant remporté la Médaille de bronze aux Jeux Olympiques de 1984, le Championnat de Yougoslavie en 1984 et 1 Coupe de Yougoslavie[84].
- 21 mai : décès à 64 ans de Gerhard Strack, international allemand[85].
- 22 mai : décès à 81 ans de Luigi Simoni, joueur italien ayant remporté la Coupe d'Italie 1962 et comme entraineur la Coupe de l'UEFA 1998[86].
- 22 mai : décès à 38 ans de Miljan Mrdaković, joueur serbe[87].
- 23 mai : décès à 43 ans de Fabrice Lepaul, joueur français ayant remporté le Championnat de France 1996[88].
- 24 mai : décès à 60 ans de José Roberto Figueroa, international hondurien ayant remporté le Championnat du Honduras 1981[89].
- 25 mai : décès à 70 ans de Jimmy Kirunda, international ougandais ayant remporté comme joueur la Coupe CECAFA, 2 Championnat d'Ouganda et la Coupe d'Ouganda 1979 devenu entraineur[90].
- 25 mai : décès à 63 ans de Vadão, entraineur et sélectionneur de l'Équipe du Brésil féminine avec qui il a remporté la Copa América féminine 2018[91].
- 25 mai : décès à 89 ans de Marcelino Campanal, international espagnol[92].

## Juin
- 1er juin : décès à 46 ans de Piotr Rocki, joueur polonais ayant remporté la Coupe de Pologne 2007[93].
- 2 juin : décès à 90 ans de Jean-Claude Hamel, président de l'AJ Auxerre de 1963 à 2009[94].
- 5 juin : décès à 78 ans de Boris Gaganelov, international bulgare ayant remporté 6 Championnat de Bulgarie et 6 Coupe de Bulgarie[95].
- 8 juin : décès à 78 ans de Tony Dunne, international irlandais ayant remporté la Coupe des clubs champions européens 1968, 2 Championnat d'Angleterre et la FA Cup 1963[96].
- 8 juin : décès à 83 ans de Hans Cieslarczyk, international ouest-allemand[97].
- 14 juin : décès à 77 ans d'Aarón Padilla Gutiérrez, international mexicain ayant remporté la Coupe du Mexique 1975[98].
- 15 juin : décès à 63 ans de Marinho, international brésilien[99].
- 16 juin : décès à 76 ans de Bernard Foundoux Mulélé, international congolais[100].
- 18 juin : décès à 24 ans de Kossi Koudagba, international togolais ayant remporté le Championnat du Togo 2019[101].
- 18 juin : décès à 83 ans d'Arturo Chaires, international méxicain ayant remporté la Ligue des champions de la CONCACAF 1962, 5 Championnat du Mexique et 2 Coupe du Mexique[102].
- 19 juin : décès à 78 ans de Mario Corso, international italien ayant remporté 2 Coupes des clubs champions, 2 Coupe intercontinentale et 4 Championnat d'Italie devenu entraineur[103].
- 21 juin : décès à 56 ans d'Ahmed Radhi, international irakien[104].
- 22 juin : décès à 75 ans de Badara Sène, arbitre international sénégalais ayant arbitré la finale de la CAN 1992[105].
- 22 juin : décès à 55 ans de Carlos Luis Morales, international équatorien ayant remporté 5 Championnat d'Équateur[106].
- 22 juin : décès à 73 ans de Pierino Prati, international italien ayant remporté la Ligue des champions 1969, la coupe intercontinentale 1969, le Championnat d'Europe 1968, 2 Coupe d'Europe des vainqueurs de coupes, le Championnat d'Italie 1968 et 2 coupe d'Italie[107].
- 22 juin : décès à 74 ans d'Enrique Casaretto, international péruvien ayant remporté la  Copa América 1975 et 3 Championnat du Pérou[108].
- 25 juin : décès à 42 ans d'Emeka Mamale, international congolais ayant remporté la Ligue des champions 1996-97 et le Championnat du Zaïre 1996[109].
- 25 juin : décès à 69 ans de Kilasu Massamba, international zairois[110].
- 26 juin : décès à 72 ans de Jaroslav Pollák, international tchécoslovaque ayant remporté l'Euro 1976 et la Coupe de Tchécoslovaquie 1980[111].
- 27 juin : décès à 74 ans d'Ilija Petković, international yougoslave ayant remporté comme joueur la Coupe de Yougoslavie en 1966 devenu entraineur et ancien sélectionneur de la Serbie-Monténégro[112].
- 28 juin : décès à 40 ans de Marián Čišovský, international slovaque ayant remporté 3 Championnat de Slovaquie, 4 Coupe de Slovaquie et le Championnat de République tchèque 2013[113].
- 29 juin : décès à 82 ans d'Albert Sulon, international belge[114].
- 29 juin : décès à 84 ans de Svend Aage Rask, international danois ayant remporté 2 Championnat du Danemark et la Coupe du Danemark en 1962[115].

## Juillet
- 3 juillet : décès à 83 ans d'Aurelio Moyano, joueur argentin[116].
- 3 juillet : décès à 91 ans d'Ardico Magnini, international italien ayant remporté le Championnat d'Italie 1956[117].
- 4 juillet : décès à 71 ans de Seninho, international portugais ayant remporté le Championnat du Portugal en 1978 et la Coupe du Portugal en 1977[118].
- 5 juillet : décès à 72 ans de Vladimir Troshkin, international soviétique ayant remporté la Coupe d'Europe des vainqueurs de coupe 1975, la médaille de bronze au JO 1976, 4 Championnat d'URSS et la Coupe d'URSS 1974[119].
- 7 juillet : décès à 86 ans de Guillermo Fleming, international péruvien[120].
- 7 juillet : décès à 47 ans de Dannes Coronel, international équatorien ayant remporté 2 Championnat d'Équateur[121].
- 8 juillet : décès à 83 ans d'Abdelmajid Tlemçani, international tunisien[122].
- 9 juillet : décès à 68 ans de Mohamed Kouradji, arbitre international algérien[123].
- 10 juillet : décès à 85 ans de Jack Charlton, international anglais ayant remporté la Coupe du monde en 1966, la Coupe des villes de foires 1971, le Championnat d'Angleterre en 1969, la Coupe d'Angleterre en 1972 comme joueur devenu entraîneur et sélectionneur de l'Irlande[124].
- 12 juillet : décès à 76 ans de Lajos Szűcs, international hongrois ayant remporté la médaille d'or au JO 1968, la médaille d'argent aux JO 1972 et 2 Championnats de Hongrie[125].
- 13 juillet : décès à 75 ans de Wim Suurbier, international néerlandais ayant remporté 3 Coupe d'Europe des Clubs Champions, la Coupe Intercontinentale en 1972, 7 Championnat des Pays-Bas et 4 Coupe des Pays-Bas[126].
- 13 juillet : décès à 76 ans de Hamed Dahane, joueur marocain[127].
- 17 juillet : décès à 79 ans de Silvio Marzolini, international argentin ayant remporté 5 Championnat d'Argentine[128].
- 19 juillet : décès à 86 ans de Saïd-Albert Guessoum, joueur franco-algérien[129].
- 19 juillet : décès à 72 ans de Biri Biri, joueur gambien[130].
- 25 juillet : décès à 71 ans de Jean Boin, joueur puis entraîneur français[131].
- 31 juillet décès à 57 ans de Stephen Tataw, international camerounais[132].
- 31 juillet : décès à 46 ans de Dominique Aulanier, joueur français[133].

## Août
- 1er août : décès à 66 ans d'Alex Dupont, joueur puis entraineur français[134].
- 2 août : décès à 87 ans de Saïd Amara, international algérien ayant remporté comme joueur la Coupe d'Algérie en 1965 et le Championnat d'Algérie en 1984 comme entraineur[135].
- 2 août : décès à 82 ans de Jean-Louis Leonetti, joueur français[136].
- 3 août ; décès à 76 ans d'Eduardo Márquez Obando ayant remporté la Copa Perú en 1971[137].
- 9 août : décès à 76 ans de Rachid Belhout, joueur algérien puis entraineur ayant remporté la Coupe de Tunisie 2010 et la Coupe d'Algérie 2011[138].
- 10 août : décès à 85 ans de Vladica Popović, international yougoslave ayant remporté comme joueur 5 Championnat de Yougoslavie, 3 Coupe de Yougoslavie, la Coupe Mitropa en 1958, la Médaille d'argent aux Jeux olympiques de 1956 et comme entraineur 3 Championnat de Colombie, le Championnat de Yougoslavie en 1992 et la Coupe Intercontinentale en 1991[139].
- 11 août : décès à 73 ans de Salah Chaoua, international tunisien ayant remporté 2  Championnat de Tunisie, 5 coupe de Tunisie, le Championnat de Libye 1976 et la coupe de Libye 1977[140].
- 13 août : décès à 87 ans de Jacky Faivre, international français ayant remporté le Championnat de France 1959[141].
- 13 août : décès à 67 ans de Pavol Biroš, international tchécoslovaque ayant remporté le Championnat d'Europe 1976[142].
- 14 août : décès à 71 ans de Tom Forsyth, international écossais ayant remporté 3 Championnat d'Écosse et 4 Coupe d'Écosse puis entraineur[143].
- 14 août : décès à 72 ans d'Ernst Jean-Joseph, international haitien[144].
- 14 août : décès à 79 ans de John Talbut, joueur anglais ayant remporté la Coupe d'Angleterre 1968 puis entraineur[145].
- 21 août : décès à 69 ans de Hammadi Agrebi, international tunisien[146].
- 21 août : décès à 91 ans de Pedro Nájera, joueur puis entraineur mexicain[147].
- 22 août : décès à 40 ans d'Emil Jula, joueur roumain ayant remporté la Coupe Intertoto en 2007[148].
- 24 août : décès à 87 ans de Paul Wolfisberg, joueur suisse ayant remporté la coupe de Suisse 1960 puis entraineur et sélectionneur de l’équipe de Suisse[149].

## Septembre
- 3 septembre : décès à 58 ans de Dito, joueur international portugais ayant remporté le Championnat du Portugal 1987 et la Coupe du Portugal 1987 devenu entraineur[150].
- 3 septembre : décès à 78 ans de Karel Knesl, international tchécoslovaque ayant remporté la médaille d'argent aux Jeux olympiques de 1964, 3 Championnats de Tchécoslovaquie et 2 Coupes de Tchécoslovaquie[151].
- 5 septembre : décès à 87 ans de Jean Lion, joueur français ayant remporté la Coupe de France en 1961[152].
- 8 septembre : décès à 70 ans d'Alfred Riedl, international autrichien ayant remporté comme joueur 2 Championnat d'Autriche, 2 Coupe d'Autriche, la Coupe de Belgique 1975 puis comme entraineur la Coupe du Koweït 2001[153].
- 8 septembre : décès à 78 ans de Claude Peretti, joueur français[154]
- 10 septembre : décès à 46 ans de Sébastien Desiage, arbitre international français[155].
- 11 septembre : décès à 61 ans de Nadhum Shaker, international irakien ayant remporté comme joueur la Coupe d'Irak 1978 et comme entraineur le Championnat d'Irak 2007[156].
- 15 septembre : décès à 71 ans d'André Guesdon, joueur puis entraineur français[157].
- 17 septembre : décès à 86 ans de Daniel Charles-Alfred, international français[158].
- 17 septembre : décès à 82 ans de Hassan Louahid, international algérien ayant remporté 4 Championnat d'Algérie et 3 Coupe d'Algérie[159].
- 18 septembre : décès à 32 ans de Mohamed Atwi, international libanais ayant remporté 3 Coupe du Liban[160].
- 19 septembre : décès à 80 ans de Károly Fatér, international hongrois ayant remporté la médaille d'or aux Jeux olympiques 1968[161].
- 20 septembre : décès à 66 ans d'Ephrem M'bom, international camerounais ayant remporté 2 Coupe des clubs champions africains, la Coupe d'Afrique des vainqueurs de coupe 1979, 5 Championnat du Cameroun et 3 Coupe du Cameroun[162].
- 21 septembre : décès à 55 ans de Jaime Alves, international portugais ayant remporté la Coupe du Portugal en 1997[163].
- 22 septembre : décès à 84 ans d'Agne Simonsson, international suédois devenu entraineur[164].
- 25 septembre : décès à 66 ans de Peter Hampton, joueur britannique[165].
- 26 septembre : décès à 75 ans de Jacques Beurlet, international belge ayant remporté 4 Championnat de Belgique et 2 Coupe de Belgique[166].
- 29 septembre : décès à 80 ans de Silva Batuta, international brésilien[167].

## Octobre
- 4 octobre : décès à 44 ans de Rosemary Aluoch, internationale kenyanne[168].
- 6 octobre : décès à 59 ans d'Oļegs Karavajevs, international letton ayant remporté le Championnat de Lettonie en 1998 et 2 Coupe de Lettonie[169].
- 7 octobre : décès à 50 ans de Nabil Bechaouch, international tunisien ayant remporté la coupe de la CAF en 1998 et la coupe de Tunisie en 1993[170].
- 9 octobre : décès à 72 ans d'Éric Danty, joueur français[171].
- 10 octobre : décès à 87 ans de Zbigniew Misiaszek, joueur français[172].
- 10 octobre : décès à 84 ans de Serge Bourdoncle, joueur puis entraineur français[173].
- 11 octobre : décès à 90 ans d'Ângelo Martins, international portugais ayant remporté 2 Ligue des champions, 7 Championnat du Portugal et 5 Coupe du Portugal[174].
- 13 octobre : décès à 73 ans d'Augusto Matine, international portugais ayant remporté 2 Championnat du Portugal et la Coupe du Portugal 1970 puis entraineur et sélectionneur du Mozambique[175].
- 16 octobre : décès à 76 ans de Rodolfo Fischer, international argentin[176].
- 16 octobre : décès à 70 ans de László Branikovits, international hongrois ayant remporté 3 Championnat de Hongrie, 3 Coupe de Hongrie et Médaillé d'argent lors des Jeux olympiques d'été de 1972[177].
- 17 octobre : décès à 83 ans de Henri Noël, joueur puis entraineur français[178].
- 18 octobre : décès à 82 ans de Gérard Sulon, international belge[179].
- 20 octobre : décès à 89 ans de René Billon, joueur français[180].
- 20 octobre : décès à 58 ans de Bruno Martini gardien de but français international à 31 reprises[181].
- 21 octobre : décès à 93 ans de Gordon Astall, international anglais[182].
- 23 octobre : décès à 75 ans d'Ebbe Skovdahl, joueur danois ayant remporté 4 championnat du Danemark et 3 Coupe du Danemark[183].
- 23 octobre : décès à 75 ans d'Abderrahmane Rahmouni, international tunisien ayant remporté 3 Championnat de Tunisie et 7 Coupe de Tunisie[184].
- 26 octobre : décès à 84 ans de Jean-Claude Baulu, joueur français ayant remporté le Championnat de France 1964 et la Coupe de France 1962[185].
- 27 octobre : décès à 80 ans de Gao Fengwen, international chinois devenu entraineur[186].
- 27 octobre : décès à 87 ans de Gilberto Penayo, international paraguayen ayant remporté 2 Championnat du Paraguay[187].
- 29 octobre : décès à 80 ans de Slaven Zambata, international yougoslave ayant remporté la Coupe des villes de foires 1967 et 4 Coupe de Yougoslavie[188].
- 30 octobre : décès à 78 ans de Nobby Stiles, international anglais ayant remporté la Coupe du monde 1966, la Coupe d'Europe des clubs champions en 1968, 2 Championnat d'Angleterre et la  Coupe d'Angleterre en 1963 devenu entraineur[189].
- 31 octobre : décès à 36 ans de Marius Žaliūkas, international lituanien ayant remporté le Championnat de Lituanie 2006, 2 Coupe de Lituanie et la Coupe d'Ecosse 2012[190].

## Novembre
- 3 novembre : décès à 65 ans de Jacques Pereira, international portugais ayant remporté le Championnat du Portugal 1985 et la Coupe du Portugal 1984[191].
- 8 novembre : décès à 57 ans de Stéphane Moulin, arbitre international français[192].
- 10 novembre : décès à 89 ans de Dino Da Costa, international italien ayant remporté la Coupe d'Europe des vainqueurs de coupe 1960-61 et 3 Coupe d'Italie devenu entraineur[193].
- 10 novembre : décès à 84 ans de Charles Corver, arbitre international néerlandais[194].
- 10 novembre : décès à 73 ans de Juan Cruz Sol, international espagnol ayant remporté 4 Championnat d'Espagne[195].
- 12 novembre : décès à 75 ans de Krasnodar Rora, international yougoslave ayant remporté la Coupe des villes de foires en 1967 devenu entraineur[196].
- 12 novembre : décès à 87 ans d'Albert Quixall, international anglais ayant remporté la Coupe d'Angleterre 1963[197].
- 13 novembre : décès à 70 ans de Mohand Chérif Hannachi, international Algérien ayant remporté la Coupe d'Afrique des clubs champions 1981, 6 Championnat d'Algérie et la Coupe d'Algérie 1977[198].
- 13 novembre : décès à 71 ans de Vidin Apostolov, international bulgare ayant remporté le Championnat de Bulgarie 1967 et la Coupe de Bulgarie 1962[199].
- 15 novembre : décès à 72 ans de Ray Clemence, international anglais ayant remporté 3 Ligue des champions, 3 Coupe UEFA, 5 Championnat d’Angleterre et 2 Coupe d'Angleterre devenu entraineur[200].
- 17 novembre : décès à 83 ans d'Angelo Caroli, joueur Italien ayant remporté le Championnat d'Italie 1983[201].
- 18 novembre : décès à 77 ans de Pim Doesburg, international néerlandais ayant remporté 2 Championnat des Pays-Bas et la Coupe des Pays-Bas 1966[202].
- 18 novembre : décès à 71 ans d'Adam Musiał, international polonais ayant remporté le Championnat de Pologne 1978 et la Coupe de Pologne 1979[203].
- 23 novembre : décès à 33 ans d'Anele Ngcongca, international sud-africain ayant remporté le Championnat de Belgique 2011 et 2 Coupe de Belgique[204].
- 24 novembre : décès à 91 ans de José Bastos, international portugais ayant remporté 3 Championnat du Portugal et 5 Coupe du Portugal[205].
- 25 novembre : décès à 60 ans de Diego Maradona, international argentin ayant remporté la Coupe du Monde en 1986, la Coupe UEFA 1988-89, le Championnat d'Argentine 1981, la Coupe du Roi 1982-83, 2 Championnat d'Italie et la Coupe d'Italie 1986-87[206].
- 26 novembre : décès à 67 ans de Rezki Maghrici, international algérien ayant remporté la Ligue des champions de la CAF 1981, 6 Championnat d'Algérie et la Coupe d'Algérie 1977[207].
- 29 novembre : décès à 42 ans de Papa Bouba Diop, international sénégalais ayant remporté le Championnat de Suisse 2001, la FA Cup 2008 et la Coupe de Grèce 2011[208].

## Décembre
- 2 décembre : décès à 31 ans de Mohamed Abarhoun, international marocain ayant remporté 2 Championnat du Maroc[209].
- 5 décembre : décès à 83 ans de Viktor Ponedelnik, international soviétique ayant remporté le Championnat d'Europe 1960 devenu entraineur[210].
- 7 décembre : décès à 61 ans de Jean-François Charbonnier, joueur français ayant remporté le Championnat de France en 1986[211].
- 8 décembre : décès à 66 ans d'Alejandro Sabella, international argentin puis entraineur ayant remporté la Copa Libertadores 2009 et sélectionneur de son pays[212].
- 8 décembre : décès à 88 ans de Kurt Stettler, international suisse ayant remporté la Coupe de Suisse 1967[213].
- 9 décembre : décès à 64 ans de Paolo Rossi, international Italien ayant remporté la Coupe du monde 1982, le Ballon d'or 1982, la Coupe des clubs champions 1985, la Coupe des coupes 1984, 2 Championnat d'Italie et la Coupe d'Italie 1983[214].
- 13 décembre : décès à 88 ans de Otto Barić, joueur austro-croate puis entraineur ayant remporté 7 Championnat d'Autriche, 4 Coupe d'Autriche, le Championnat de Croatie 1997, la Coupe de Croatie 1997 et sélectionneur de l'Autriche, la Croatie et l'Albanie[215].
- 14 décembre : décès à 70 ans d'Elbrus Abbasov, joueur puis entraîneur azerbaïdjanais[216].
- 14 décembre : décès à 73 ans de Gérard Houllier, joueur français puis entraîneur ayant remporté la Coupe UEFA en 2001, 3 Championnat de France, la FA Cup en 2001 et sélectionneur de son pays[217].
- 14 décembre : décès à 88 ans de Günter Sawitzki, international allemand[218].
- 15 décembre : décès à 48 ans de Zoltán Szabó, joueur puis entraineur serbo-hongrois[219].
- 16 décembre : décès à 59 ans de Renê Weber, international brésilien[220].
- 16 décembre : décès à 79 ans de Kálmán Sóvári, international hongrois ayant remporté le Championnat de Hongrie 1960[221].
- 17 décembre : décès à 77 ans de Giovanni Sacco, joueur italien ayant remporté le Championnat d'Italie 1967 et la Coupe d'Italie 1965 devenu entraineur[222].
- 17 décembre : décès à 86 ans d'Ignaz Puschnik, internatiional autrichien[223].
- 18 décembre : décès à 87 ans de Han Grijzenhout, joueur néerlandais puis entraineur ayant remporté le Championnat de Belgique 1980 et la Coupe de Belgique en 1984[224].
- 20 décembre : décès à 86 ans de Dietrich Weise, joueur puis entraineur allemand et sélectionneur de  l'Égypte et du Liechtenstein[225].
- 23 décembre : décès à 73 ans de Arkadi Andreasyan, international soviétique ayant remporté la Medaille de bronze aux Jeux olympiques d'été de 1972 devenu entraineur[226].
- 24 décembre : décès à 60 ans d'Armando Romero, international méxicain[227].
- 24 décembre : décès à 89 ans d'Aleksandar Ivoš, international yougoslave[228].
- 25 décembre : décès à 37 ans de Maxim Tsigalko, international biélorusse[229].
- 26 décembre : décès à 83 ans de Jim McLean, joueur écossais puis entraineur ayant remporté le Championnat d'Écosse 1983[230].
- 28 décembre : décès à 83 ans de George Hudson, joueur anglais[231].
- 28 décembre : décès à 75 ans de Jyrki Heliskoski, entraîneur finlandais et sélectionneur de son pays[232].
- 30 décembre : décès à 74 ans de Gaztelu, international espagnol ayant remporté le Championnat d'Espagne 1981[233].
- 31 décembre : décès à 92 ans de Tommy Docherty, joueur puis entraîneur anglais ayant remporté la Coupe d'Angleterre 1977 et sélectionneur de l'Écosse[234].